# Liste der Stolpersteine in Rheda-Wiedenbrück
Die Liste der Stolpersteine in Rheda-Wiedenbrück enthält die Stolpersteine, die im Rahmen des gleichnamigen Kunst-Projekts von Gunter Demnig in Rheda-Wiedenbrück verlegt wurden. Mit ihnen soll an die Opfer des Nationalsozialismus erinnert werden, die in Rheda-Wiedenbrück lebten und wirkten.

## Liste der Stolpersteine in Rheda
| Name                        | Adresse                   | Bild                                        | Inschrift | Verlegedatum  | Anmerkung |
| --------------------------- | ------------------------- | ------------------------------------------- | --- | ------------- | --- |
| Hugo Heinemann              | Berliner Straße 19 ·      | der Stolperstein für Hugo Heinemann         | Hier wohnte Hugo Heinemann Jg. 1893 'Schutzhaft' 1938 Buchenwald deportiert 1941 Riga ermordet                                                                                | 28. Mai 2013  | die Stolpersteine für die Familie Heinemann liegen am hinteren Ende des Grundstücks unmittelbar rechts neben dem Grundstück Kleine Straße 2 |
| Emma Stern                  | Berliner Straße 19 ·      | der Stolperstein für Emma Stern             | Hier wohnte Emma Stern geb. Heinemann Jg. 1897 deportiert 1942 Riga ermordet                                                                                                  | 28. Mai 2013  | |
| Otto Heinemann              | Berliner Straße 19 ·      | der Stolperstein für Otto Heinemann         | Hier wohnte Otto Heinemann Jg. 1908 deportiert 1943 Auschwitz befreit tot 18.7.1945                                                                                           | 28. Mai 2013  | |
| Moritz Louis Goldschmidt    | Berliner Straße 36        |                                             | Hier wohnte Moritz Louis Goldschmidt Jg. 1894 Flucht Holland interniert Westerbork deportiert 1942 Theresienstadt Umstände nie geklärt                                        | 24. Jan. 2023 | |
| Gertrud Goldschmidt         | Berliner Straße 36        |                                             | Hier wohnte Gertrud Goldschmidt geb. Goldschmidt Jg. 1903 Flucht Holland interniert Westerbork deportiert 1942 Theresienstadt Umstände nie geklärt                            | 24. Jan. 2023 | |
| Heinz Günther Goldschmidt   | Berliner Straße 36        |                                             | Hier wohnte Heinz Günther Goldschmidt Jg. 1925 Flucht Holland interniert Westerbork deportiert 1942 Theresienstadt Umstände nie geklärt                                       | 24. Jan. 2023 | |
| Paula Ursula Weinberg       | Berliner Straße 48 ·      | der Stolperstein für Paula Ursula Weinberg  | Hier wohnte Paula Ursula Weinberg geb. Grünewald Jg. 1884 deportiert 1941 ermordet in Łodz/Litzmannstadt                                                                      | 26. Nov. 2015 | |
| Gertrud Weinberg            | Berliner Straße 48 ·      | der Stolperstein für Gertrud Weinberg       | Hier wohnte Gertrud Weinberg Jg. 1906 Flucht 1938 Holland interniert Westerbork deportiert 1943 Auschwitz ermordet 17.9.1943                                                  | 26. Nov. 2015 | |
| Moses Weinberg              | Großer Wall 5 ·           |                                             | Hier wohnte Moses Weinberg Jg. 1869 deportiert 1942 Theresienstadt ermordet 19.8.1942                                                                                         | 26. Nov. 2015 | |
| Abraham Goldschmidt         | Großer Wall 35 ·          | der Stolperstein für Abraham Goldschmidt    | Hier wohnte Abraham Goldschmidt Jg. 1854 deportiert 1942 Theresienstadt ermordet 7.4.1943                                                                                     | 28. Mai 2013  | |
| Joseph Goldschmidt          | Großer Wall 35 ·          | der Stolperstein für Joseph Goldschmidt     | Hier wohnte Joseph Goldschmidt Jg. 1867 Flucht 1936 Holland interniert Westerbork deportiert 1943 Sobibor ermordet 28.5.1943                                                  | 28. Mai 2013  | |
| Irene Levy                  | Großer Wall 35 ·          | der Stolperstein für Irene Levy             | Hier wohnte Irene Levy geb. Goldschmidt Jg. 1907 Flucht 1936 Holland interniert Westerbork deportiert 1943 Auschwitz ermordet 30.11.1943                                      | 28. Mai 2013  | |
| Selma Höfer                 | Großer Wall 35 ·          | der Stolperstein für Selma Höfer            | Hier wohnte Selma Höfer geb. Goldschmidt Jg. 1880 deportiert 1944 Theresienstadt ermordet 21.8.1944                                                                           | 28. Mai 2013  | |
| Helma Hartmann              | Großer Wall 35 ·          | der Stolperstein für Helma Hartmann         | Hier wohnte Helma Hartmann geb. Goldschmidt Jg. 1913 deportiert 1943 Auschwitz ermordet 8.12.1943                                                                             | 28. Mai 2013  | |
| Käthe Mosbach               | Großer Wall 35 ·          | der Stolperstein für Käthe Mosbach          | Hier wohnte Käthe Mosbach geb. Goldschmidt Jg. 1914 deportiert 1942 Zamosc ???                                                                                                | 28. Mai 2013  | |
| Hedwig Werner               | Großer Wall 35 ·          | der Stolperstein für Hedwig Werner          | Hier wohnte Hedwig Werner geb. Goldschmidt Jg. 1896 Flucht Holland interniert Westerbork deportiert 1942 Auschwitz ermordet 8.9.1942                                          | 28. Mai 2013  | |
| Salomon Goldschmidt         | Großer Wall 35 ·          | der Stolperstein für Salomon Goldschmidt    | Hier wohnte Salomon Goldschmidt Jg. 1857 Flucht 1936 Holland Tot vor Deportation 12.1.1943 Geleen                                                                             | 5. Juni 2014  | |
| Max Goldschmidt             | Großer Wall 35 ·          | der Stolperstein für Max Goldschmidt        | Hier wohnte Max Goldschmidt Jg. 1882 'Schutzhaft' 1938 Buchenwald Deportation 1941 Riga ermordet                                                                              | 5. Juni 2014  | |
| Johanna Goldschmidt         | Großer Wall 35 ·          | der Stolperstein für Johanna Goldschmidt    | Hier wohnte Johanna Goldschmidt geb. Van der Hoeden Jg. 1890 Deportation 1941 Riga ermordet                                                                                   | 5. Juni 2014  | |
| Carmen Briska Simon         | Großer Wall 35 ·          | der Stolperstein für Carmen Briska Simon    | Hier wohnte Carmen Briska Simon Jg. 1925 deportiert Auschwitz ermordet 16.3.1943                                                                                              | 5. Juni 2014  | |
| Amalie Graf                 | Großer Wall 35 ·          | der Stolperstein für Amalie Graf            | Hier wohnte Amalie Graf geb. Goldschmidt Jg. 1876 deportiert 1943 Theresienstadt Auschwitz ermordet 30.12.1943                                                                | 5. Juni 2014  | |
| Johanna Hilda 'Hilde'Sommer | Großer Wall 66            |                                             | Hier wohnte Johanna Hilda 'Hilde' Sommer geb. Ostersoetebier Jg. 1911 eingewiesen 15.7.1943 Anstalt Bethel ermordet 1.9.1943                                                  | 2. Okt. 2023  | |
| Alexander Gnegel            | Herzebrocker Straße 154 · | der Stolperstein für Alexander Gnegel       | Hier wohnte Alexander Gnegel Jg. 1913 1935 zwangssterilisiert verhaftet 1942 Zuchthaus Celle verurteilt 1944 'Wehrkraftzersetzung' hingerichtet 20.11.1944 Brandenburg Görden | 26. Nov. 2015 | |
| Berthold Levy               | Kleine Straße 10 ·        | der Stolperstein für Berthold Levy          | Hier wohnte Berthold Levy Jg. 1896 'Schutzhaft' 1938 Buchenwald deportiert 1942 Ghetto Warschau ermordet                                                                      | 28. Mai 2013  | |
| Max Levy                    | Kleine Straße 10 ·        | der Stolperstein für Max Levy               | Hier wohnte Max Levy Jg. 1898 'Schutzhaft' 1938 Buchenwald deportiert 1942 Ghetto Warschau ermordet                                                                           | 28. Mai 2013  | |
| Egon Alfons Hofmann         | Oelder Straße 10 ·        | der Stolperstein für Egon Alfons Hofmann    | Hier wohnte Egon Alfons Hofmann Jg. 1904 'Schutzhaft' 1938 Flucht 1939 Holland interniert Westerbork deportiert 1942 Auschwitz ermordet 30.9.1942                             | 5. Juni 2014  | |
| Irma Hofmann                | Oelder Straße 10 ·        | der Stolperstein für Irma Hofmann           | Hier wohnte Irma Hofmann geb. Levy Jg. 1903 Flucht 1939 Holland interniert Westerbork deportiert 1942 Auschwitz ermordet 30.9.1942                                            | 5. Juni 2014  | |
| Egon Hofmann                | Oelder Straße 10 ·        | der Stolperstein für Egon Hofmann           | Hier wohnte Egon Hofmann Jg. 1925 Flucht 1939 Holland interniert Westerbork deportiert 1942 Auschwitz ermordet 28.2.1943 Auschwitz-Monowitz                                   | 5. Juni 2014  | |
| Leo Leon Hofmann            | Oelder Straße 10 ·        | der Stolperstein für Leo Leon Hofmann       | Hier wohnte Leo Leon Hofmann Jg. 1926 Flucht 1939 Holland interniert Westerbork deportiert 1942 Auschwitz ermordet 30.9.1942                                                  | 5. Juni 2014  | |
| Henriette Weinberg          | Schlossstraße ·           | der Stolperstein für Henriette Weinberg     | Hier wohnte Henriette Weinberg geb. Israel Jg. 1872 Flucht 1938 Holland interniert Westerbork deportiert 1942 Auschwitz ermordet 19.10.1942                                   | 28. Mai 2013  | |
| Hedwig Lievendag            | Schlossstraße ·           | der Stolperstein für Hedwig Lievendag       | Hier wohnte Hedwig Lievendag geb. Weinberg Jg. 1898 Flucht 1935 Holland interniert Westerbork deportiert 1942 Auschwitz ermordet 19.10.1942                                   | 28. Mai 2013  | |
| Flora Kuttner               | Schlossstraße ·           | der Stolperstein für Flora Kuttner          | Hier wohnte Flora Kuttner geb. Weinberg Jg. 1907 deportiert 1943 ermordet in Auschwitz                                                                                        | 28. Mai 2013  | |
| Alexius Ziegler             | Schlossstraße ·           | der Stolperstein für Alexius Ziegler        | Hier wohnte Alexius Ziegler Jg. 1911 'Schutzhaft' 1938 Buchenwald deportiert 1942 Izbica ermordet                                                                             | 28. Mai 2013  | |
| Julius Neuhoff              | Widumstraße 8 ·           | der Stolperstein für Julius Neuhoff         | Hier wohnte Julius Neuhoff Jg. 1892 im Widerstand/KPD seit 1933 mehrmals verhaftet zuletzt 12.10.1943 'Hochverrat' hingerichtet 27.3.1944 Brandenburg-Görden                  | 26. Nov. 2015 | |
| Karl Neuhoff                | Widumstraße 8 ·           | der Stolperstein für Karl Neuhoff           | Hier wohnte Karl Neuhoff Jg. 1894 eingewiesen 1919 Heilanstalt Lengerich 1941 Weilmünster 'verlegt' 29.9.1944 Heilanstalt Hadamar ermordet 20.11.1944                         | 26. Nov. 2015 | |
| Ernst Neuhoff               | Widumstraße 8 ·           | der Stolperstein für Ernst Neuhoff          | Hier wohnte Ernst Neuhoff Jg. 1905 verhaftet 1941 Zuchthaus Münster 1944 Buchenwald ermordet 14.3.1945 Außenlager Ohrdruf                                                     | 26. Nov. 2015 | |
| Edith Cohn                  | Widumstraße 13 ·          | der Stolperstein für Edith Cohn             | Hier wohnte Edith Cohn Jg. 1916 Flucht Holland interniert Westerbork deportiert 1943 Auschwitz ermordet 25.1.1943                                                             | 5. Juni 2014  | |
| Anneliese Cohn              | Widumstraße 13 ·          | der Stolperstein für Anneliese Cohn         | Hier wohnte Anneliese Cohn Jg. 1919 deportiert 1941 Łodz/Litzmannstadt ermordet 12.9.1942 Chelmno/Kulmhof                                                                     | 5. Juni 2014  | |
| Fanny Franziska Kahn        | Widumstraße 13 ·          | der Stolperstein für Fanny Franziska Kahn   | Hier wohnte Fanny Franziska Kahn geb. Cohn Jg. 1868 deportiert 1942 Theresienstadt 1942 Treblinka ermordet                                                                    | 5. Juni 2014  | |
| Ida Frank                   | Widumstraße 13 ·          | der Stolperstein für Ida Frank              | Hier wohnte Ida Frank geb. Cohn Jg. 1869 Heirat/Umzug verhaftet 1943 interniert Kamp Vught ermordet 19.4.1943                                                                 | 5. Juni 2014  | |
| Rosalie Baltzer             | Widumstraße 13 ·          | der Stolperstein für Rosalie Baltzer        | Hier wohnte Rosalie Baltzer geb. Cohn Jg. 1871 deportiert 1942 Theresienstadt ermordet 2.1.1943                                                                               | 5. Juni 2014  | |
| Walter Weinberg             | Wilhelmstraße 30 ·        | der Stolperstein für Walter Weinberg        | Hier wohnte Walter Weinberg Jg. 1905 Flucht 1939 Kuba MS. St. Louis Einreise verweigert Rückkehr Holland interniert Westerbork deportiert 1944 ermordet in Auschwitz          | 26. Nov. 2015 | |
| Ruth Weinberg               | Wilhelmstraße 30 ·        | der Stolperstein für Ruth Weinberg          | Hier wohnte Ruth Weinberg geb. Hoffmann Jg. 1910 Flucht 1941 Holland interniert Westerbork deportiert 1944 ermordet in Auschwitz                                              | 26. Nov. 2015 | |
| Hans Phillipp Weinberg      | Wilhelmstraße 30 ·        | der Stolperstein für Hans Phillipp Weinberg | Hier wohnte Hans Phillipp Weinberg Jg. 1942 interniert Westerbork deportiert 1944 ermordet in Auschwitz                                                                       | 26. Nov. 2015 | |

## Liste der Stolpersteine in Wiedenbrück
| Name                 | Adresse          | Bild                                      | Inschrift | Verlegedatum  | Anmerkung |
| -------------------- | ---------------- | ----------------------------------------- | --- | ------------- | --------- |
| Alex Adolph Wallach  | Hellweg 4 ·      | der Stolperstein für Alex Adolph Wallach  | Hier wohnte Alex Adolph Wallach Jg. 1866 deportiert 1942 Theresienstadt ermordet 15.9.1942                                   | 12. Okt. 2013 |           |
| Hedwig Wallach       | Hellweg 4 ·      | der Stolperstein für Hedwig Wallach       | Hier wohnte Hedwig Wallach geb. Brandenburger Jg. 1873 deportiert 1942 Theresienstadt ermordet 15.5.1944                     | 12. Okt. 2013 |           |
| Anna Wallach         | Hellweg 4 ·      | der Stolperstein für Anna Wallach         | Hier wohnte Anna Wallach verh. Greve Jg. 1897 Flucht 1939 Frankreich interniert Drancy deportiert 1942 ermordet in Auschwitz | 12. Okt. 2013 |           |
| Edith Wallach        | Hellweg 4 ·      | der Stolperstein für Edith Wallach        | Hier wohnte Edith Wallach verh. Stein Jg. 1901 Flucht 1936 Palästina überlebt                                                | 12. Okt. 2013 |           |
| Auguste Lara Wallach | Klingelbrink 4 · | der Stolperstein für Auguste Lara Wallach | Hier wohnte Auguste Lara Wallach geb. Friede Jg. 1867 deportiert 1942 Theresienstadt ermordet 26.2.1943                      | 12. Okt. 2013 |           |
| Betty Meyers         | Klingelbrink 4 · | der Stolperstein für Betty Meyers         | Hier wohnte Betty Meyers Jg. 1891 deportiert 1942 Theresienstadt ermordet 9.10.1944 Auschwitz                                | 12. Okt. 2013 |           |
| Ida Meyer            | Klingelbrink 4 · | der Stolperstein für Ida Meyer            | Hier wohnte Ida Meyer geb. Wallach Jg. 1871 deportiert 1942 Theresienstadt ermordet 31.1.1943                                | 12. Okt. 2013 |           |